# Virtueller Projektraum
Ein virtueller Projektraum (auch Projekt-Kommunikations-Management-System (PKM oder PKMS)) ist eine webbasierte Software für das Projektmanagement.
Projekträume verbinden über Unternehmensgrenzen hinweg Projektbeteiligte via Internet im Sinne fraktaler Organisationen.
Hauptziele dieser virtuellen Community sind die Schaffung von Prozessaktualität, Geschwindigkeit, Dokumentation, Transparenz und Rechtssicherheit und damit höhere Qualität und Kostenersparnis im Bauprozess.
Projekträume spielen im Bauwesen eine besonders wichtige Rolle, da historisch gesehen schon seit vielen Jahrzehnten die Erstellung des Bauwerks industriell und bereits seit vielen Jahrhunderten eher handwerklich über arbeitsteilige, aber eigenständige Organisationen (Gewerke, Handwerkerzünfte) durchgeführt werden. Erst durch die flächendeckende Verfügbarkeit des Internets bietet sich seit einigen Jahren die Möglichkeit, die Projektbeteiligten als virtuelle Teams zu vernetzen. Da in der Regel Bauvorhaben im Sinne der Definition eines Projekts einmalige Vorhaben auf Zeit mit Job-Shop-Charakter sind, ergeben sich bei der Gestaltung dieser Systeme die besonderen Anforderungen einer Projektorganisation.
Die grundlegende Basis für virtuelle Projekträume bieten Groupwaresysteme.

## Funktionsweise von Projekträumen
Projekträume sind kollaborative Informationssysteme für geschlossene Benutzergruppen, die Dokumente oder Informationen für zugriffsberechtigte Projektbeteiligte rund um die Uhr von jedem internetfähigen Rechner der Welt aus bereitstellen.
Bei neu eingestellten Informationen werden die betroffenen Teilnehmer über Benachrichtigungsautomatismen (Push-Prinzip) von einem im Projektraum integrierten sogenannten „Unified Messaging System“ über E-Mail, Fax, SMS informiert.
Der Zugriff (Pull-Prinzip) auf diese Projektdaten erfolgt dann über sichere Authentifizierungsverfahren und rollenbasierte projekt- und personenspezifische Zugriffsmechanismen, um die Vertraulichkeit der Daten zu gewährleisten und die jeweiligen individuellen Transaktionen festzuhalten und zu dokumentieren. Über entsprechende Retrieval-Systeme können sowohl strukturierte als auch unstrukturierte Informationen und Dateien indiziert oder volltextindiziert zeitaktuell abgerufen werden.

## Abgrenzung gegenüber klassischen Dokumenten- und Asset-Management-Lösungen
Dokumenten-Management-Lösungen „ab Stange“ sollten oftmals einer möglichst breiten Kundschaft dienen und bieten deshalb eher generell gefasste Ordnungsstrukturen. Die unternehmensinternen Bedürfnisse stehen dabei klar im Vordergrund. Bei Anwendungen des Bereichs „Asset Management“ stehen ebenfalls die zentralen Bedürfnisse bei der Bewirtschaftung digitaler Objekte innerhalb des Unternehmens im Zentrum.

### Datenaustausch – Clearing Center
Die Anzahl beteiligter Firmen an einem Bauvorhaben mittlerer Größe umfassen nicht selten mehrere Dutzend Unternehmen. Bei Großvorhaben im Infrastrukturbereich kann dies auch Hundert und mehr Firmen umfassen.
Die Effizienz unternehmensübergreifender Planungsvorgänge hängt dabei auch von der Umsetzung branchenüblicher Prozesse ab. In der Baubranche sind dies beispielsweise kollaborative Arbeitsabläufe zwischen Architektur und Bauingenieurwesen wie auch in der Planung der Energieaufnahme. Zeitaktuelle Projekträume liefern vorgefertigte und optimierte Prozesse und unterstützen dabei im Besonderen die Verfahren der Qualitätssicherung, wie auch Bewilligungsverfahren und der Protokollierung sämtlicher Veränderungen der Datenbestände.

### Datenordnung – Bibliothekssystem
Auch bedingt durch die zunehmende Komplexität vieler Bauvorhaben steigt die Anzahl mit EDV-Mitteln erzeugter Unterlagen während des gesamten Planungs- und Bauprozesses inflationär. Dabei kann man unterscheiden zwischen Projekt- und Objekt-Unterlagen. Projektunterlagen sind verfahrensrelevant für Organisation und Ablauf des Bauvorhabens. Objektunterlagen beziehen sich hingegen fast ausschließlich auf das Bauwerk. Der Gesamtumfang aller diesbezüglichen Dateien umfasst mühelos hunderttausende Dateien: CAD-Dateien und ihre Visualisierungen, Verträge, Protokolle, Korrespondenzen, Bestellungen, Lieferscheine, Berechnungen u. v. a. m. 

Zeitgemäße virtuelle Projekträume ermöglichen es, schon während der ersten Planungsschritte Qualitätsansprüche an die von den Planer-Teams beigebrachten Unterlagen zu erheben und damit Regie- und Koordinationsaufwände und spätere Korrekturen zu vermeiden. Ebenso können Ansprüche späterer Nutzergruppen des Bauobjektes, z. B. seitens der Bewirtschaftung oder des technischen Facility Managements, frühzeitig in die Planung eingebracht (Stichwort: „Baubegleitendes Facility Management“) und damit die EDV-Konformität und Nachhaltigkeit aller Daten beeinflusst werden.

### Erweiterte Dienste
Zum Teil bieten Hersteller von Projekträumen auch die Möglichkeit, über sogenannte „Webconferencing/Desktopsharing-Werkzeuge“ Informationen in Echtzeit mit anderen Online-Teilnehmern interaktiv via Internet zu betrachten oder zu bearbeiten. Viele Projektraum-Systeme verfügen darüber hinaus über zusätzliche Module, die den Anwender bei der im Planungs- und Bauprozess anfallenden Projektmanagement-Tätigkeiten unterstützen. Weitere Werkzeuge von Projekträumen sind in der Regel Online-Viewer für Office- und CAD-Dateien.

### Anwendungs-Betriebsmodelle
In aller Regel werden Projektraumsysteme im Application-Service-Provider-Betrieb – oftmals auch als „Software On Demand“ oder „Software as a Service“-Lösung bezeichnet – als lauffähige, aber kunden- und projektindividuell anpassbare Lösungen von den Betreibern über das Internet bereitgestellt. Der jeweilige Projektteilnehmer benötigt somit nur einen internetfähigen Rechner, um auf die Projektraum-Plattform zugreifen zu können.

Für Unternehmen und Institutionen des öffentlichen Rechts mit speziellen Ansprüchen punkto Datenschutz stehen der Anwendungsbetrieb in eigener Zuständigkeit im Zentrum, beispielsweise Immobilien in der Finanzwirtschaft, Infrastrukturbauten oder Sonderbauten (Justizvollzugsanstalten u. a. m.). Zugriffsrechte auf Anwendung, Datenbestände, Druckausgabe und selbst Einsichtnahme genereller Art unterliegen dann gesonderten Bedingungen.

## Funktionen
In der Regel stehen folgende Funktionen auf einem zentralen Internetserver zur Verfügung
- Projektadresse (eigene URL)
- Einheitliche Ablagestruktur (projektbezogen)
- Integration von Plannummernsystematiken mit:
  - Versionshistorie
  - Automatische Prüfläufe und Verteilung
- Up- und Downloadfunktionalitäten (auch für Multidatei-Uploads)
- Integrierte Online-Konferenz
- Office-Anbindung und Windows-Explorer-Integration
- Zugriff- und Einsichtsverwaltung auf Basis von Rollen, Funktionen oder Personen
- Viewer (Vorschau von Plänen etc.)
- Versionsvergleich und Redlining (Notizen einfügen)
- Infoboards (Nachrichten)
- statische und dynamische Filter auf die Ablagestruktur, genauso wie auf den Kommunikationsverlauf
- Einsichtsmöglichkeit auf die Kommunikation anderer Teilnehmer (zum Beispiel für Stellvertreter)
- Unified Messaging
  - Benachrichtigung und Anbindung von Teilnehmern über E-Mail, über Fax, SMS und auch per Brief
  - Teilnehmer verwenden Projekt-Fax-Adressen statt Büro-Faxe, um auch diese Kommunikation dokumentieren zu können.
  - Eingehende und ausgehende Faxe werden texterkannt und sind somit auch durchsuchbar.
  - E-Mail-Nachrichten sind konfigurierbar.
  - Schnelle Benachrichtigung auch an Mobiltelefone.
  - Individuelle Weiterleitungsregeln (zum Beispiel E-Mail an Fax)
- Integrierte Repro-Anbieter (zum Plotten von Plänen)
- Verwendung offener Standards für den Datenaustausch und die Integration
- Datensicherungs- und Archivierungsmechanismen

## Abrechnung
Die Abrechnung erfolgt nach verschiedenen Modellen:
- Belegter Speicherplatz / Monat
- Teilnehmer / Monat
- Promille der Bausumme
- Pauschalpreis
- Konzernlizenz
- Anzahl abgelegter Datensätze